# Кубатиев, Алан Кайсанбекович
Ала́н Кайсанбе́кович Кубати́ев (31 августа 1952, Фрунзе — 4 июля 2022, Кронштадт, Санкт-Петербург) — российский писатель, публицист, переводчик, литературовед, журналист, антологист, преподаватель, кандидат филологических наук. Лауреат АБС-премии (2005).

## Биография
Родился 31 августа 1952 года в городе Фрунзе, Киргизской ССР. Мать — географ, отец — филолог-русист из старинного осетинского рода.
Завершив обучение в школе, успешно сдал вступительные экзамены в Киргизский государственный университет имени 50-летия СССР и стал студентом факультета иностранных языков. С 1976 по 1980 годы обучался в аспирантуре Московского государственного университета имени М. В. Ломоносова при романо-германском отделении на филологическом факультете. В 1980 году успешно защитил диссертацию на соискание степени кандидата наук, по теме «Британская фантастика 50-70 годов».
Работал преподавателем в Новосибирском государственном университете, а затем трудился в Киргизском национальном университете. Инициатор создания кафедры международной журналистики Киргизско-Российского Славянского университета. Далее осуществлял педагогическую деятельность в Американском университете Центральной Азии, где вёл курсы: «Введение в журналистику», «Очерки истории американской поэзии», «История литературы Великобритании», «История американских СМИ» и другие. Проходил стажировку на территории США и Великобритании, является выпускником знаменитых Стэнфордских профессиональных издательских курсов. Активно работал журналистом, автор более сотни статей, обзоров и репортажей. Являлся сотрудником газет «Пятница» (Бишкек) и «Казахстанская правда» (Алматы), имеет опыт работы на телевидении.
Активно увлёкся фантастикой в возрасте семи лет, писать фантастические произведения литературы стал в 26 лет. Опубликованы его рассказы: «Перчатка для перчатки», «Книгопродавец», «Да услышат зовущего», «Только там, где движутся светила», «Штрудель по-венски», «Ветер и смерть», «Все в одной лодке», «Снежный Август» и другие.
Жил в Кронштадте. Работал преподавателем в Институте специальной психологии и педагогики им. Рауля Валленберга. Активно занимался писательской деятельностью и переводами. Ему принадлежит полная биография Д. Джойса на русском языке. В 2012 году его «Джойс» вошёл в длинный список номинантов премии Большая книга за 2011—2012 годы.
Был женат, воспитывал дочь.
Скончался 4 июля 2022 года в Кронштадте.

## Премии
- 2002 — «Странник»,
- 2003 — «Бронзовая улитка»,
- 2005 — «Бронзовая улитка»
- 2005 — «Аркадия и Бориса Стругацких»,
- 2005 — журнала «Полдень XXI век»,
- 2005 — «Звездный мост»,
- 2006 — «Интерпресскон»,
- 2006 — «Бронзовая улитка».